# Raúl Prieto Río de la Loza
Raúl Prieto Río de la Loza (Ciudad de México, 21 de noviembre de 1918; íd., 21 de septiembre del 2003), fue un lexicólogo, caricaturista, periodista, narrador y ensayista mexicano, que utilizaba los seudónimos Nikito Nipongo, Gonzalo Sánchez González, Darío Leozal, Arturo Lepi, El abogado Patalarga, Don Hechounperro, El doctor Keniké. Publicó varios libros: El diccionario, Madre academia (1977), Nueva Madre Academia (1981), ¡Vuelve la Real Madre Academia! (1985) y Museo Nacional de los horrores. Fue maestro de la Escuela de Escritores de la Sogem.

"(...) la historia del origen de mi sobrenombre es la siguiente: hubo un soldado mercenario francés, Bertrand Du Guesclin, que se alquiló para pelear al servicio de un español llamado Juan de Trastamara, en contra de su hermano Pedro El Cruel, rey de Castilla. En la batalla, don Pedro estuvo a punto de darle en la chapa a su hermano, pero intervino el mercenario y mató a don Pedro. Entonces dijo Du Guesclin: "Ni quito ni pongo rey, sólo sirvo a mi señor". Y se quedó la frasecita: "Ni quito ni pongo". Ya en 1930, una revista cómica española presentó en broma al emperador japonés Nihikito Nihipongo. Me gustó el nombre y lo adopté como seudónimo.": Raúl Prieto.

### Frases célebres
"La gente inteligente habla de ideas, la gente común habla de cosas, la gente mediocre habla de gente.” (Nikito Nipongo)

## Libros
- Hueso y carne (Fondo de Cultura Económica, colección Letras Mexicanas, núm. 28, 1956) (cuento)
- El diccionario (editorial Grijalbo, 1958) (ensayo)
- La lotería (Libromex, 1960) (aforismo)
- Madre academia (Grijalbo, 1977)
- Perlas japonesas (1979; Grijalbo, 1986)
- Pemex muere (Posada, 1981)
- Yoni Bich (Grijalbo, 1983) (cuento)
- Gracias, San Martín de Porres (Grijalbo, 1984) (cuento)
- Nueva lotería (1984)
- Nuevas y viejas perlas japonesas (Océano, 1985)
- Vuelve la real Madre Academia: crítica científica, aunque irrespetuosa y cachonda, del Diccionario de la lengua española, edición XX, 1984, de la Real Academia Española (Océano, 1985; Grijalbo, 1986)
- Museo nacional de los horrores (coautor, Océano, 1986)
- La virgen murió en Chichicateopan (Plaza y Valdés, 1988) (novela)
- Desenróllame tu rollo (Grijalbo, 1998) (novela)
- Si ya estás muerto, qué te importa (2003)[10][3][11]

## Colaboraciones en la prensa
Trabajó con Prensa Latina (agencia de información), Tiempo, La Prensa, Novedades, Siempre, Ja-Ja, Últimas Noticias, La Palabra y el Hombre. Revista de la Universidad Veracruzana, Revista de Revistas (1973-1975) y Excélsior. Fue cofundador de la revista Proceso (6 de noviembre de 1976) y del diario Unomásuno (1977), y  subdirector de El Fígaro (1980-1981).

## Familia y vida privada
Fue hijo de Sotero Prieto Rodríguez y esposo de Angelica Inzunza, con quien procreó cinco hijos: Irene, Angélica, Eugenia y Ofelia y Pablo.